# مسجد الطحام
جامع الطحّام طرابلس
يقع في محلّة الحدادين بالقرب من مقهى الحتة، وهو مرتفع يصعد إليه بدرج، له مئذنة قصيرة لكنها حافلة بالزخارف الرائعة، في حرمه أربع أعمدة غرانيتية لها أربعة تيجان كورنثية. هو لا يحمل كتابة تاريخية تبيّن تاريخ بنائه. وأقدم وثيقة وصلت إلينا عن هذا الجامع تعود إلى سنة 1077هـ/1667م وهي عبارة عن تعيين كاتب لوقف الجامع.
- ونجد في شمالي غرفة الوضوء داخل الجامع الكتابة التالية: «أنشأ هذا الخير لوجه الله العزيز الغفّار عبده الحاج حسن بن البيرقدار رحمه الله سنة 1111هـ».
ويغلب على الظن أن هذا الجامع يعود إلى زمن المماليك وقد ذكره الشيخ عبد الغني النابلسي باسم الطحال، وذكره ابن محاسن باسم الطحان وقد التبس أمر هذا الجامع على الدكتور عبد العزيز سالم، فخلط بينه وبين مسجد المعلق ورأى أن بناءه كان على يد محمود بن لطفي الزعيم سنة 967هـ- 1559م، في مدة سلطنة سليمان القانوني 
ويذكر المؤرخ الدكتور عمر تدمري بالاعتماد على دفاتر الأرشيف العثماني بأن الدفاتر تسميه "جامع الطحّاني"، وتذكر أن الذي أنشأه هو "الزيني عبد القادر بن العلائي علي الشهير بابن الطحّان، وتاريخ وقفيّته في سنة 929هـ/1522م، وجاء في دفتر ثاني وتاريخه 1003هـ. أنه من وقف "يوسف وعلي بن عبد القادر طحّان" في سنة 927هـ/1520م.